# Башур
Башур — деревня в Завьяловском районе Удмуртии, входит в Завьяловское сельское поселение. 

## География
Находится в 16 км к юго-востоку от центра Ижевска и в 4 км к востоку от Завьялово. 
Через деревню протекает речка Башурка, из которой обустроен небольшой пруд.

## Население
| 2010 | 2012 |
| ---- | ---- |
| 112  | ↗125 |